# Trinity Rodman
Trinity Rain Moyer-Rodman (* 20. Mai 2002 in Newport Beach, Kalifornien) ist eine US-amerikanische Fußballspielerin. Sie ist Stürmerin bei Washington Spirit (NWSL) und der US-amerikanischen Nationalmannschaft. Mit dieser gewann sie 2024 die olympische Goldmedaille.

## Leben
Rodman ist die Tochter von Michelle Moyer und dem ehemaligen Basketballspieler Dennis Rodman. Sie und ihr Bruder DJ Rodman wuchsen überwiegend bei ihrer Mutter auf. Sie hat eine Halbschwester, Alexis Rodman.
Im Alter von vier Jahren fing sie an, Fußball zu spielen, und entwickelte schnell den Wunsch, eines Tages Profi-Fußballerin zu werden.

## Frühe Karriere
Im Alter von zehn Jahren begann Rodman für die So Cal Blues zu spielen, mit denen sie vier nationale Meisterschaften in der Elite Clubs National League (ECNL) und fünf ECNL-Konferenztitel gewann. Als sie die Washington State University besuchte, war sie für das Collegeteam aktiv, die Washington State Cougars, für die sie allerdings kein Spiel bestritt da die Saison aufgrund der Covid-19-Pandemie abgesagt wurde.

## Profikarriere

### Verein
Am 13. Januar 2021 wurde sie bei dem 2021 NWSL Draft von Washington Spirit als erster Draft-Pick gewählt. Mit 18 Jahren war sie die bis dahin jüngste gedraftete Spielerin in der NWSL-Geschichte. Ihr Profidebüt gab Rodman am 10. April 2021 beim NWSL Challenge Cup, bei dem sie fünf Minuten nach ihrer Einwechslung ein Tor erzielte. Am 2. Februar 2022 verlängerte Rodman ihre Vertragslaufzeit bei Washington Spirit bis mindestens 2024. Für diesen Zeitraum soll sie ein Gehalt von 1,1 Millionen US-Dollar erhalten, was sie zur bestverdienenden Fußballerin in der NWSL-Geschichte macht.
Bei der Wahl für den Ballon d’Or féminin 2022 belegte Rodman den 18. Platz. 2024 wurde Rodman Neunte bei der Wahl.

### Nationalmannschaft
2018 nahm Rodman an der U-17-Fußball-Weltmeisterschaft der Frauen, in Uruguay teil.
2022 gewann sie mit der US-amerikanischen Fußballnationalmannschaft der Frauen die CONCACAF W Championship 2022.
Am 21. Juni 2023 wurde sie für die WM-Endrunde nominiert, wurde in jedem der vier Spiele ihres Teams eingesetzt und schied mit der Mannschaft im Achtelfinale im Elfmeterschießen gegen die Schwedinnen aus. Sie war die zweitjüngste Spielerin im Kader.
Bei den Olympischen Sommerspielen 2024 gehörte sie zum US-Team. Sie wurde beim Goldmedaillengewinn in den sechs Spielen ihrer Mannschaft eingesetzt und erzielte drei Tore, darunter den 1:0-Siegtreffer im Viertelfinale gegen Japan.

## Erfolge

### Nationalmannschaft
- SheBelieves Cup: 2022[20]
- CONCACAF W Championship: 2022[21]
- CONCACAF W Gold Cup 2024-Siegerin
- Olympische Spiele 2024: Goldmedaille

### Verein

#### Washington Spirit
- National Women’s Soccer League: 2021[22]

### Auszeichnungen
- NWSL Rookie of the Year: 2021[23]
- NWSL Best XI: 2021[24]
- U.S. Soccer Young Female Athlete of the Year: 2021[25]

## Sonstiges
Rodman hat in Kooperation mit Adidas das Kinderbuch Wake Up and Kick it herausgebracht.